# Oko za oko (opowiadanie Stefana Żeromskiego)
Oko za oko – opowiadanie Stefana Żeromskiego wydawana w 12 odcinkach w tygodniku Głos.

## Fabuła
Osią fabuły są uczuciowe i erotyczne relacje pomiędzy Adamem Wawelskim (głównym bohaterem) a Wandą oraz Zofią Świerkowską. Początkowo Adama łączy krótkotrwały związek z Wandą, która bardzo chciałaby, aby Adam starał się o jej rękę. Zauroczenie Adama Wandą jest jednak przelotne i Wawelski kieruje swoje uczucia ku Zofii. Gorący romans jaki zostaje nawiązany między Zofią i Adamem komplikuje fakt, iż Zofia oraz Wanda są siostrami oraz to, iż Zofia jest zamężna (z Wiktorem Jaksą-Śmierkowskim).
Oprócz perypetii uczuciowo-erotycznych, w utworze zasygnalizowane jest też problematyka sytuacji ekonomicznej zubożałej szlachty (obywatel -ziemianin Wiktor) oraz relacji społeczno-ekonomicznych z Żydami.
Miejscem akcji jest szlachecka willa ( oraz jej bezpośrednie okolice, m.in. nieodległy las) nieopodal miasteczka Trebizondów.

## Główne postacie
Adam Wawelski – pochodzi z zamożnej i zasymilowanej rodziny żydowskiej (Pan Józef Wawelski, nieboszczyk ojciec Adama, posiadał swego czasu w jednym z miast prowincjonalnych świetny „interes” mydlarski, składający się z fabryki na wielką skalę i dużego sklepu.Wawelscy pochodzą z Żydów, chociaż ǳiad Adama był już żarliwym katolikiem, a i pradziad podobno jawnie świninę jadał, chociaż pozornie trwał w wierze ojców.). Po ukończeniu gimnazjum, został wyekspediowany do Warszawy, gdzie rozpoczął studia prawnicze. Do Trebizondowa przybył w celach kuracji zdrowia (Matka moja utrzymuje, jakoby tutaj było przepyszne powietrze, jakobym ja był chory na płuca, najęła w willi Odrobinka mieszkanie ..).
Wanda – rodzona siostra Zofii, młodsza od niej o około 2-3 lata. Pochodzi ze zubożałej rodziny ziemiańskiej; jest guwernantką (Posagu ona, biedactwo, wprawǳie nie ma, ale cóż to za serce złote, co za edukacja! Ślicznie panu gra, maluje na porcelanie; Obecnie chwilowo wypoczywa biedactwo u nas – wtrąciła pani Zofia – po trudach i nudach zawodu. Była nauczycielką w pewnym domu obywatelskim. Niegdyś, będąc ǳiewczętami, nie przypuszczałyśmy, że jedna z nas będzie się zajmowała wyrabianiem serów, pieleniem rozsady i ogórków, a druga zapracowywała na utrzymanie tułaniem się po domach obcych.; Mieszkała w domu roǳiców dwu ǳiewczątek, z którymi w charakterze guwernantki przyjechała [ do Warszawy] ze wsi na początku września.). Jest gorąco zakochana w Adamie. W małżeństwie z nim upatruje szansę poprawy swojego losu (Panna Wanda (...) pokochała Adasia nagłym, namiętnym i niecierpliwym uczuciem, jakie wobec warunków nieodpowiednich znika szybko, wobec sprzyjających nie trwa również dłużej nad niewyraźny kres miodowego miesiąca. Nad wszelkimi zresztą humanizmami górowała ta zasada: Adaś jest bogaty, za rok będzie skończonym prawnikiem, a ona mieszkać będzie w Warszawie. Kiedy zestawiła nędzne położenie guwernantki, istoty najbardziej na ziemi nieszczęsnej, z położeniem mecenasowej, bogatej mecenasowej w Warszawie, czuła, że nad życie kocha Adasia.). Oczy lazurowe, jak niebo w południe.
Zofia – rodzina siostra Wandy, żona Wiktora. Wiek – 24 lata (Mam lat dwaǳieścia cztery ...). Wawelski opisuje ją jako piękną kobietę (Była szczuplejsza od siostry, ubrana mniej modnie i jakby nieustannie o czymś smutnym zamyślona. Kolor jej oczu był prawie ten sam co u siostry, barǳiej tylko jasny i jakby zamglony. (...) Było to wejrzenie łagodne, miękkie, dobre i ufające; wyrażało jakby przystosowywanie się subtelnych myśli i delikatnych uczuć do przymusowo narzucającej się rzeczywistości, nieskończenie od tych myśli dalekiej. Popierało takie wrażenie – gładkie i białe jak welinowy papier czoło, otoczone jasnymi, zaczesanymi w górą włosami – i usta. Co za usta! Jeden jedyny Greuze umiał utrwalać tą właśnie, tkwiącą w pewnych twarzach kobiecych, harmonĳną melodię rysów, jakiej nie mógł się do syta napatrzeć Wawelski w twarzy pani Świerkowskiej. „Rany Pana Jezusa! cóż za śliczna baba… – myślał (...) .)
Wiktor Jaksa-Świerkowski – zubożony obywatel ziemski (szlachcic), posiada dom (willę) i kilka morgów ziemi pod miastem. Zmuszony do osobistej pracy (Ruina majątkowa zmieniła i wywróciła do góry nogami wszystko w jego pojęciach (...) Za resztki ocalone z rozbicia nabył kilka morgów gruntu i ruderę pod Trebizondowem; zbudował natychmiast spiczastą basztę i głosił na wszystkie strony, że zaczyna pracować. Obiecywał sobie i całemu światu rezultaty naǳwyczajne – w gruncie rzeczy jednak pracowała pani Zofia, a on rozmyślał nad nagłym i olśniewającym zrobieniem pienięǳy.) oraz gospodarowania wszelkimi dostępnymi "dobrami" (Trzymam osiem krów, wyrabia się sery, masło, (...). Ogórki takie wiǳiałeś pan też kiedy za żywota swego? To wszystko furt do Warszawy iǳie; maliny, porzeczki, agrest, włoszczyzna… wszystko! A owoce? To śmiech! Zasypię tę waszą Warszawę moimi śliwkami za jakie dwa lata. Teraz, panie, z książek się uczę o uprawie cykorii.). To właśnie na jego przykładzie zilustrowane są relacje polsko-żydowskie (Ja bym z duszy-serca rad zgnieść Żydów ze szczętem, ale komuż ten ogród wypuszczę? – wołał z desperacją. – Chłop (...) musi się objeść, papierosika wypalić, wódeczki w nieǳielę… No, daj mi pan chłopa, który by mi zastąpił Żyda, który by sam zarobił i mnie dał tyle, ile daje Żyd? (...) Panie! – wrzasnął nagle – jeśli my się sami Żydami nie staniemy, Żydami – panie! to ja sobie rękę daję uciąć, że nie zwyciężymy tych pĳawek! (...); Świerkowski pojął, o co rzecz iǳie, a nawet napełnił go duch obywatelski; pojął dlatego zwłaszcza, że nigdy nie mógł się dosyć naǳiwić sprytowi żydowskiemu i na wszelkie sposoby pracował wyobraźnią, aby ten spryt skutecznie naśladować. – Piorunował na Żydów jawnie, w duszy jednak uwielbiał ich i nie pojmował absolutnie stanu rzeczy pod nieobecność „tych parchów”.)

## Inspiracje
W noweli Oko za oko znajdujemy odwołania do wielu wątków opisanych w XXI tomie Dzienników .  Tak  stwierdza Jerzy Kądziela, we wstępie do przywołanego Dziennika: Nazbyt intymny charakter miały Dzienniki, żeby autor mógł dopuścić wówczas do ich publikacji. Te zaś fragmenty, które po odpowiednich przeróbkach wydrukował w formie opowiadań, miały służyć świadomie wyeksponowanej tezie, usiłowały się włączyć w dysputę społeczną na łamach „Głosu”, przy czym ideolog brał w nich górę nad artystą. Dotyczy to np. opowiadania Oko za oko, o którym tak pisał w liście do Oktawii Rodkiewiczowej:„Wydam nowelę, może dostanę przecie ze 100 rubli; teraz wykańczam dużą – prawie powieść pt. Oko za oko i umieszczę ją w którymś z pism warszawskich. [...] Opisuję teraz w noweli miłość i trochę fałszuję, bo nie mam tych słów, jakie mi nagle przy Tobie przychodzą. Niektóre kartki z mojego dziennika, gdyby były w takiej powieści – tak jak je napisałem gorączkowo po rozmowie z Tobą – byłyby nowe, inne niż u wszystkich. [...] Jestem inny, inny, inny. Trochę mi nawet żal dawnego łotra, który jeszcze dwa lata temu [tj. w 1890 r.] jednego wieczora szedł na schadzkę z panią Anielą, drugiego z panią Natalią, a w południe całował w lesie pannę Stasię. Dziś by mi się już tego wszystkiego nie chciało – daję na to znowu słowo honoru” (l VI 1892). Podobnie stwierdza Katarzyna Sobolewska, choć jej zdaniem trudno jednoznacznie wskazać, który z "dzienniczków" (tom XX czy XXI) był podstawą do napisania niektórych nowel i opowiadań wydanych w okresie 1892-1894.
Główni bohaterowie noweli posiadają swoje pierwowzory opisane w XXI tomie Dzienników. I tak:
- dr Ludwik Wolberg – Adam Wawelski[22]
- Natalia Faÿtt z Dobrzyńskich – Zofia Świerkowska
- Aniela Rzążewska z Dobrzyńskich – Wanda

W noweli Oko za oko możemy znaleźć dosłowne odwołania do treści XXI tomu dzienników, np:
| Oko za oko | Dzienników tom odnaleziony |
| --- | --- |
| W środku stał spróchniały pniak starego świerka, obdarty z kory i porzeźbiony śladami dróg drzewojadów. Przy pniaku sieǳiały obiedwie damy w pozach nie tyle malowniczych, ile niedbałych. (s. 12) Pani Świerkowska i jej siostra znajdowały coǳiennie na pniaku w lesie bukiecik narcyzów, ilekroć szły na spacer. A choǳiły od ostatniego spotkania się tam z Adamem każdego odwieczerza barǳo regularnie. (s.14) | Na moim ulubionym pniaku, obok którego siadała zwykle będąc na spacerze pani Natalia, znalazłem bukiet niezapominajek. Kto je zostawił i dla kogo? (s.55) Na pniaku zastałem bukiecik z róż pąsowych i bławatków. Po drugiej stronie ścieżki tej leśnej znajduje się ów pniak zestarzały, spróchniały, pełen dziur i wydrążeń na łokieć głębokich. W nich to zostawiałem dawniej listy do Natusi. (s.77-78) |
| Więc biedak stoi, a pragnąc być uprzejmym i zajmującym zrywa różę, tylko nie tę sztamową, bo te pan Świerkowski sprzedaje po piętnaście groszy za sztukę, ale tamtę, z tego dużego krzaka, pąsową… (s.9) | Na pniaku znalazłem bukiet, składający się z trzech przepysznych róż sztamowych ledwo rozwiniętych. (s.66) |

Dodatkowo w obu źródłach dużą rolę odgrywają wzajemne spotkania w niedalekim lesie oraz przydomowym ogrodzie pani Zofii / Natalii.
Generalnie charakter obu źródeł jest bardzo zbliżony. Emocje,namiętności oraz relacje interpersonalne jakie przeżywają bohaterowie noweli, znajdują odzwierciedlenie na kartach przywoływanego Dziennika. Zasadniczą różnicą jest postać męża Natalii / Zofii. W rzeczywistości, "panem na włościach" nie był ziemianin handlujący płodami rolnymi, lecz doktor medycyny Michał Faÿtt, właściciel majątku Patków Ruski.